# KFC Poederlee
Dernière mise à jour : 27 juillet 2021.
Le Koninklijke Football Club Poederlee est un ancien club de football belge, localisé dans l'entité de Poederlee. Le club, porteur du matricule 2643 depuis son affiliation à l'Union Belge en 1938, a évolué 11 saisons dans les séries nationales, dont 9 au troisième niveau. Il cesse ses activités en juin 1998, à la suite d'une dernière saison catastrophique en Division 3 et de gros problèmes financiers.

## Histoire
Le club est fondé le 11 avril 1938 FC Poederlee, et s'affilie à l'URBSFA le 6 juillet 1938. Il reçoit à cette occasion le matricule 2643 et est versé dans les séries provinciales anversoises. Jusqu'en 1981, le club évolue au dernier échelon de la hiérarchie provinciale, d'abord en troisième, puis en quatrième provinciale lorsqu'elle est créée. Le club entame une période de succès cette année-là en remportant son premier titre, et est donc promu au niveau supérieur. Deux ans plus tard, il remporte un nouveau titre, et atteint pour la première fois la deuxième provinciale. Il n'y passe qu'une saison, ponctuée par un nouveau sacre, qui lui permet de rejoindre l'élite provinciale. En 1987, il remporte le championnat, et rejoint pour la première fois de son Histoire la Promotion, quatrième et dernier niveau national.
Après seulement deux saisons, le club, devenu le KFC Poederlee le 4 mars 1988 pour marquer sa reconnaissance en tant que « Société Royale », remporte sa série et est promu en Division 3 en 1989. En à peine huit ans, le club a gravi cinq échelons dans la hiérarchie du football belge. Le club parvient à se maintenir facilement dans le milieu de classement durant les sept saisons suivantes. Lors de la saison 1996-1997, il remporte une tranche du championnat, lui permettant de participer au tour final pour la montée en Division 2 malgré une huitième place finale. Il s'incline néanmoins dès le premier tour face à Hoogstraten. La saison suivante est catastrophique pour le club, qui ne récolte qu'un seul point en trente matches de championnat, et termine de fait bon dernier.
Mais le club ne redescend pas en Promotion. À la suite de difficultés financières et du départ de la majorité de l'effectif de son équipe première, le club cesse ses activités et est radié des listes de l'Union Belge. Quatre mois plus tôt, un nouveau club est fondé dans l'entité, le Voetbal Club Poederlee, qui rejoit ,l'URBSFA le 15 mai 1998 et reçoit le matricule 9328. Ce club ne quitte jamais les séries provinciales anversoises. Il disparaît le 30 juin 2021 en fusionnant avec le K. FC Lille (2618) pour former le K. VC Lille United (2618) .

## Résultats dans les divisions nationales
Statistiques clôturées, club disparu

### Palmarès
- 1 fois champion de Belgique de Promotion en 1989

### Bilan
| Niv | Divisions    | Jouées | Titres | TM Up | TM Down |
| --- | ------------ | ------ | ------ | ----- | ------- |
| I   | 1e nationale | 0      | 0      |       |         |
| II  | 2e nationale | 0      | 0      |       |         |
| III | 3e nationale | 9      | 0      | 1     |         |
| IV  | 4e nationale | 2      | 1      |       |         |
|     |              |        |        |       |         |
|     | TOTAUX       | 11     | 1      | 1     |         |

- TM Up= test-match pour départager des égalités, ou toutes formes de Barrages ou de Tour final pour une montée éventuelle.
- TM Down= test-match pour départager des égalités, ou toutes formes de Barrages ou de Tour final pour le maintien.

### Classements saison par saison
| Ordre | Saison  | Nom du club                                                            | Niveau                                                                 | Classement final                                                       | Remarques                                                              |
| ----- | ------- | ---------------------------------------------------------------------- | ---------------------------------------------------------------------- | ---------------------------------------------------------------------- | ---------------------------------------------------------------------- |
| 1     | 1987-88 | FC Poederlee                                                           | Promotion série B                                                      | 9e/16                                                                  |                                                                        |
| 2     | 1988-89 | KFC Poederlee                                                          | Promotion série C                                                      | 1er/16                                                                 | Champion et promu!                                                     |
| 3     | 1989-90 | KFC Poederlee                                                          | Division 3 série B                                                     | 6e/16                                                                  |                                                                        |
| 4     | 1990-91 | KFC Poederlee                                                          | Division 3 série B                                                     | 4e/16                                                                  |                                                                        |
| 5     | 1991-92 | KFC Poederlee                                                          | Division 3 série B                                                     | 12e/16                                                                 |                                                                        |
| 6     | 1992-93 | KFC Poederlee                                                          | Division 3 série B                                                     | 5e/16                                                                  |                                                                        |
| 7     | 1993-94 | KFC Poederlee                                                          | Division 3 série B                                                     | 11e/16                                                                 |                                                                        |
| 8     | 1994-95 | KFC Poederlee                                                          | Division 3 série B                                                     | 7e/16                                                                  |                                                                        |
| 9     | 1995-96 | KFC Poederlee                                                          | Division 3 série B                                                     | 5e/16                                                                  |                                                                        |
| 10    | 1996-97 | KFC Poederlee                                                          | Division 3 série B                                                     | 8e/16                                                                  | Tour final!                                                            |
| 11    | 1997-98 | KFC Poederlee                                                          | Division 3 série B                                                     | 16e/16                                                                 | Relégué!                                                               |
| X     | 1998    | Le club cesse ses activités, son matricule est radié par l'Union Belge | Le club cesse ses activités, son matricule est radié par l'Union Belge | Le club cesse ses activités, son matricule est radié par l'Union Belge | Le club cesse ses activités, son matricule est radié par l'Union Belge |